# 小林かいち
小林 かいち（こばやし かいち、1896年11月 - 1968年）は、日本の木版絵師、図案家である。本名は小林嘉一郎。
大正後期から昭和初期にかけて京都で木版絵師として絵はがき・絵封筒などのデザインを手がけた。作風はアール・デコスタイルで叙情性をもち大正ロマンを感じさせるものである。雅号もしくは作品のサインには「嘉一」「歌治」「うたぢ」「う多路」「Utaji」もある。

## 略歴
数度の転居はあったが、本籍を京都市東山区祇園町に置き、生涯京都で活動する。
- 1896年（明治29年）、京都に生まれる。
- 京都市立絵画専門学校（現在の京都市立芸術大学）で学ぶ。
- 1922年（大正11年）頃、着物の図案家として「歌治」の雅号で活動する[1][2]。

大正後期から昭和初期にかけて、絵はがきや絵封筒などのデザインを行い、京都京極三条の土産物店「さくら井屋」で版行された。
最初は「うたぢ」の号を用いていたが、まもなく「かいち」の名で制作を行う。
- 1942年（昭和17年）　トメヲと結婚。後に三男一女を儲ける。

後半生は、京都の「鷲見染工」という染色会社などで友禅の図案家として生計を立てる。
- 1968年（昭和43年）歿。享年72。
- 2007年（平成19年）、保科美術館にて小林かいち常設展示室が開始される。

## 作品と作風
確認されている作品は木版刷りの絵はがき・絵封筒・カレンダーなどが約700点。そのほとんどが絵はがき・絵封筒である。(正確な作品数は不明）
- 絵はがき

4枚を1セットとし販売される。
かいちがデザインした袋に入っている。
1セット中の4枚はそれぞれ少しずつ図案が異なり、4枚を並べる事で移ろう時間の流れや登場人物の心情の変化を示すストーリーが表現される。
「現代的版画抒情絵葉書」（全38集）と名付けられ販売されたものがある。
『君待つ宵』　4枚1セット　1900年代　さくら井屋版
- 絵封筒

同じ図柄の5枚を帯で封じて1セットとし販売される。
大きさは数種類あるが、すべて現代の封筒より小ぶりである。
絵封筒のモチーフには人物は少なく、デザイン性が高い。
作品の画面はシンプルでシャープな線と面、印象的な色彩表現によりアール・デコ様式の装飾性を持ち「京都のアール・デコ」とも称される。

モチーフはハート・月・星・薔薇・トランプ・十字架・女性などロマンティックなものがよく使われているが、当時の人気漫画「正チャンの冒険」・クロスワードパズル・松井須磨子の歌謡曲など、大正末期の流行を取り入れたものも少なくない。

当時にはモダンと呼ばれた西洋的な様式やモチーフと日本的な雰囲気との調和は華やかな大正ロマンを感じさせるが、目鼻立ちが描かれていないにもかかわらず物憂げな心情を感じさせる女性像など、装飾性を持ちながらメランコリックな雰囲気を醸し出した作風には表現主義の影響が見てとれる。

## 謎の叙情版画家
大正後期から昭和初期には、かいちの絵はがきや絵封筒は当時の若い女性から評判を得る。京都京極三条の「さくら井屋」を版元に数多くの作品が売り出されたが、模倣品が出回るほどの人気を集めた。さらに1928年(昭和3年）発表の谷崎潤一郎の小説『卍』の文中には、かいちの絵封筒「桜らんぼ」「トランプ」の2作品に関する記述がある。
しかし、昭和初期以降にはかいちの存在は少しずつ忘れ去られ、一部のアンティークのファンや絵はがきの収集家などの間でだけ認知されるようになった。
1992年に「フィリ ップ・バロス・コレクション　絵葉書芸術の愉しみ」展、2004年に「ボストン美術館所蔵　ローダー・コレクション　美しき日本の絵はがき」展が開催されると、そこに含まれた小林かいちの作品が脚光を浴びる。

以後立て続けに作品の紹介が始まるが、かいちの性別・生没年・正確な作品点数・私生活などは不明で「謎の叙情版画家」「謎の画家」と称される。
2008年2月に遺族（かいちの次男）が名乗り出て、経歴が明らかになる。
かいちの次男は「小林かいち」と父である「小林嘉一郎」が同一人物であるとは知らず、かいちの展覧会が京都精華大学で開かれているのを、知人を通じて知り、同姓同名の「小林嘉一」の名で仕事をしていた父の遺品を調べた結果、父が制作した木版画のサインが、かいちの絵封筒に書かれているサインと一致した。次男は「父と一緒に遊んだ記憶はほとんどないが、夜中に、机に向かって御所車などの模様を描いていたのを覚えている。あの父が謎の画家のかいちだったとは本当に驚きました」と話している。
『小林かいちの魅力――京都アール・デコの発見』（清流出版）2009年7月刊で、こうした「小林かいち再発見」に至る様々な動きが詳細に紹介された。
また、遺族発見前にいち早く刊行されていた国書刊行会発行の『小林かいちの世界―まぼろしの京都アール・デコ』は、かいちの代表作品である絵葉書全点がカラーで収録されていることで高く評価されているものの、発行が早かったため、作品タイトルの特定などに多くの間違いが指摘されていたが、2009年12月に、それらをすべて校訂した再版が発行された。

## 文献
- 町田市立国際版画美術館編　『浮世絵モダーン　深水・五葉・巴水…伝統木版画の隆盛』　町田市立国際版画美術館、2005年
- 山田俊幸 『アンティーク絵はがきの誘惑』産経新聞出版　2007年 ISBN 978-4863060180
- 山田俊幸「小林かいち展・その後」　『一寸』第33号　書痴同人、2008年　※42-45頁
- 山田俊幸・永山多貴子 共編『小林かいちの世界―まぼろしの京都アール・デコ（改訂版）』国書刊行会 2009年 ISBN 978-4336051738
- 生田誠・石川桂子　共編『甦る小林かいち―都モダンの絵封筒』二玄社　2008年 ISBN 978-4544023374
- 山田俊幸・永山多貴子・竹内貴久雄　共編『大正・昭和の乙女デザイン―ロマンチック絵葉書』ピエブックス 2009年 ISBN 978-4894447554
- 山田俊幸・監修『小林かいちの魅力』（執筆：山田俊幸/永山多貴子/芳賀直子/竹内貴久雄/島村元子）清流出版 2009年 ISBN 978-4860292973
- 生田誠・石川桂子 『小林かいち　乙女デコ・京都モダンのデザイナー』 河出書房新社、2013年、ISBN 978-4309750026
- 山田俊幸・永山多貴子・神尾怜奈 共編『増補新版　小林かいちの世界―まぼろしの京都アール・デコ』国書刊行会 2024年 ISBN 978-4336075468